# Università Vitoldo Magno
L'Università Vitoldo Magno (VMU) (in lituano Vytauto Didžiojo universitetas, VDU) è un'università pubblica con sede a Kaunas, in Lituania. Fondata nel 1922, mentre era in corso la guerra polacco-lituana, il suo scopo era quello di fornire un'alternativa all'università nazionale situata a Vilnius, in quel momento occupata dai polacchi.
Inizialmente era conosciuta come Università della Lituania, ma nel 1930 fu rinominata Università Vitoldo Magno, al fine di commemorare il 500º anniversario della morte del sovrano lituano Vitoldo il Grande (r. 1401-1430), conosciuto per via della massima estensione che raggiunse il Granducato di Lituania durante la sua parentesi al potere.
Si tratta di una delle principali università della Lituania e conta circa 8 800 studenti, tra cui studenti di master e dottorandi. I dipendenti sono poco più di 1 000 e si contano circa 90 professori.